# Planificación territorial

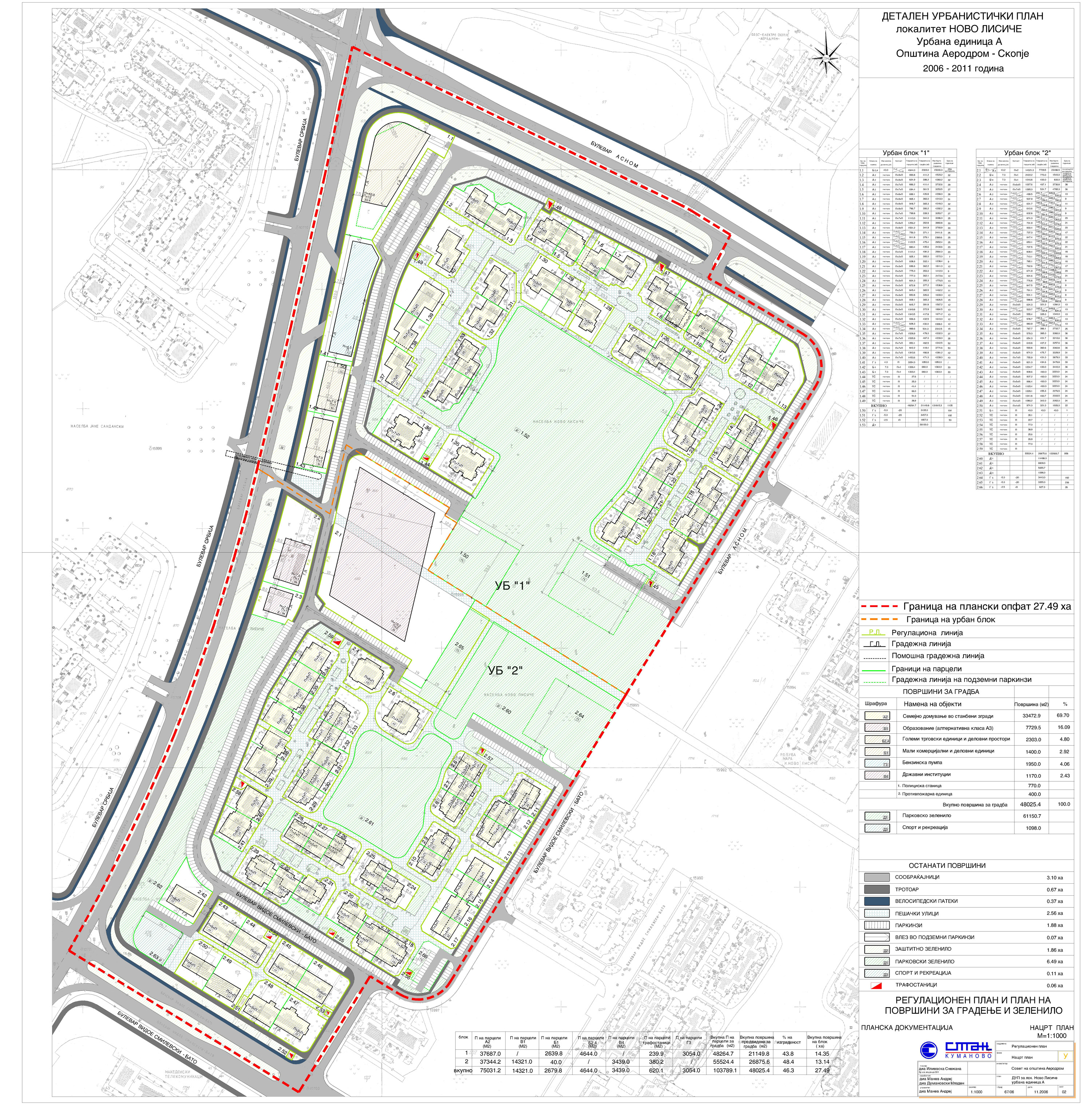
Plan Urbano en el Municipio Aerodrom Municipalidad de Aerodrom, Skopie, Macedonia del Norte.

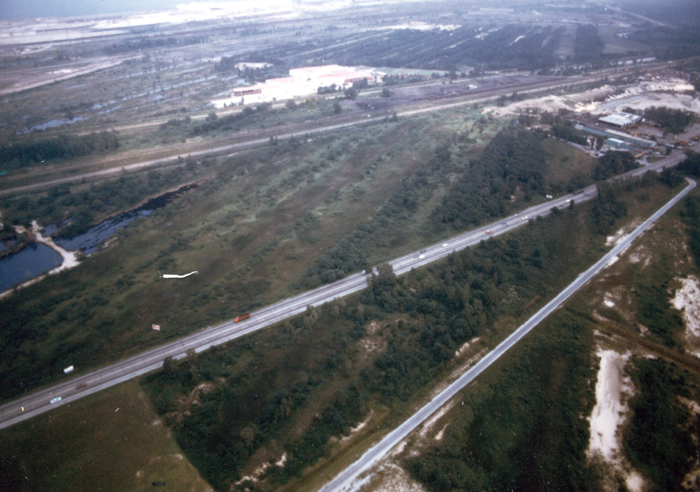
Indiana Dunes National Lakeshore, Indiana. La fragmentario de un parque a causa de las áreas urbanas, tales como autopistas, pueden fragmentar ecosistemas naturales y generar disturbios en el movimiento natural de plantas y animales.

La planificación territorial, planeamiento territorial, planeación territorial, ordenamiento territorial u ordenación del territorio es la ciencia interdisciplinaria que es a su vez ciencia aplicada, política y técnica administrativa, concedida con un enfoque interdisciplinario y global, que analiza, desarrolla y gestiona los procesos de planificación y desarrollo de los espacios geográficos y territorios, tanto urbanos como rurales, a menudo regiones administrativas determinadas de escala local, regional o nacional, según sus posibilidades ambientales, económicas y sociales, propiciando su desarrollo sostenible.
La ciencia que más ha aportado al desarrollo de la planificación territorial es la geografía, debido a su visión integradora de todos los elementos físicos o naturales, económicos, políticos y culturales que coexisten en el territorio.

## Descripción
La disciplina se imparte en algunas universidades como estudio independiente, del campo de la geografía; en otras es impartida como una especialización de la licenciatura de planificación, geografía, arquitectura, ingeniería civil, urbanismo, geomática o ingeniería en cartografía y geodesia. La planificación territorial suele ser responsabilidad de la administración pública en sus distintos niveles (local, regional, nacional y supranacional).
Mientras en España también se utiliza el término ordenación territorial para denominar a la disciplina, en algunos países hispanoamericanos prefieren el término ordenamiento territorial. Otro concepto sinónimo o estrechamente relacionado es planificación regional (Regional Planning).
La Planificación Territorial es sinónimo de las prácticas de planeamiento urbanístico en los Estados Unidos, pero a escalas más grandes y el término se utiliza a menudo en referencia a los esfuerzos de planificación en los países europeos. Las disciplinas profesionales que están implicadas en la Planificación Territorial incluyen la Planificación del uso del suelo, la planificación urbana o planeamiento urbanístico, la planificación regional, la gestión ambiental, la geografía humana y la economía. El objetivo supremo de la Planificación Territorial es el desarrollo sostenible en distintas escalas, como ser el desarrollo local, el desarrollo regional, etc., y a menudo resulta en la creación de un Plan Territorial de Ordenamiento y Desarrollo o plan de Ordenamiento Territorial (POT).

## Definición de la disciplina
La Planificación Territorial puede ser definida como una disciplina científica, una técnica administrativa y una política concebida como un enfoque interdisciplinario y global, cuyo objetivo es un desarrollo equilibrado de las regiones y la organización física del espacio, según un concepto rector.,,.
La Planificación u Ordenamiento Territorial orientado a un área urbanizada o en proceso de urbanización, se puede denominar también ordenamiento urbano.
La Planificación Territorial incluye normalmente una normativa, con fuerza de ley, que regula el uso del territorio, definiendo los usos posibles para las diversas áreas en que se ha dividido el territorio, ya sea el país como un todo o una subdivisión político-administrativa del mismo.
Es un proceso político, en la medida que involucra toma de decisiones concertadas de los factores sociales, económicos, políticos y técnicos, para la ocupación ordenada y uso sostenible del territorio. Asimismo, es un proceso técnico administrativo porque orienta la regulación y promoción de la localización y desarrollo de los asentamientos humanos, de las actividades económicas, sociales y el desarrollo físico espacial.

## Diversos enfoques
A pesar de que el sentido profundo de la disciplina permanece, se producen una gama de diversos enfoques sobre la misma, dependiendo del país del que se trata, y del área a la que se refiere. Por ejemplo:

### Argentina
Ordenamiento Territorial
Es el conjunto de acciones técnico-político-administrativas para la realización de estudios, la formulación de propuestas y la adopción de medidas específicas en relación con la organización de un territorio, para adecuarlo a las políticas y objetivos de desarrollo general (por los distintos niveles jurisdiccionales y en relación con sus respectivas estrategias).

### Colombia
El marco general para la planeación del territorio en Colombia está abordado en la Ley Orgánica de Ordenamiento Territorial (Ley 1454 de 2011). Existen además leyes ordinarias y decretos reglamentarios que abordan aspectos más específicos:
- Ley 9 de 1989 (Ley de reforma urbana)
- Ley 388 de 1997 (Ley del Plan de Ordenamiento Territorial – POT. Modificación de la Ley 9 de 1989)
- Decreto 1077 de 2015 (Decreto único reglamentario del sector Vivienda, Ciudad y Territorio)
- Decreto 1232 de 2020 (Modificación del Decreto 1077 de 2015, referido a los contenidos de los POT)[5]

### España
La Ordenación del territorio en la España actual está reglamentada por el Real Decreto Legislativo 7/2015, de 30 de octubre, por el que se aprueba el texto refundido de la Ley de Suelo y Rehabilitación Urbana (Que sustituyó al ya derogado Real Decreto Legislativo 2/2008, de 20 de junio, por el que se aprueba el texto refundido de la Ley de Suelo). Este instrumento jurídico posibilita la actuación de nueva urbanización con el soporte legal.
Las diversas comunidades cuentan con leyes propias, así:
- Cantabria. Ley de Cantabria 2/2001, de 25 de junio, de Ordenación Territorial y Régimen Urbanístico del Suelo de Cantabria.
- Castilla y León. Ley 10/1998, de 5 de diciembre, de Ordenación del Territorio de la Comunidad de Castilla y León.
- Cataluña. Llei 7/2004, de 23 de Gener, de Planificació Territorial i Urbanística de Catalunya.
- País Vasco, Ley 4/1990, de 31 de mayo, de Ordenación del Territorio del País Vasco.

http://www.magrama.gob.es/es/desarrollo-rural/planes-y-estrategias/informacion-territorial/090471228013532b_tcm7-26536.pdf

### Perú
El ordenamiento territorial se define como una política pública orientada al desarrollo integral del territorio de acuerdo con unos objetivos basados en la puesta en valor de los recursos y en la mejora de la calidad de vida de la población.

«El ordenamiento ambiental del territorio es un instrumento que forma parte de la política de ordenamiento territorial. Es un proceso técnico-político orientado a la definición de criterios e indicadores ambientales para la asignación de usos territoriales y la ocupación ordenada del territorio.»
Consejo Nacional del Ambiente, Perú

En el caso del Perú los aspectos técnico administrativo se desarrolla sobre la base de la metodología y el reglamento de la Zonificación Ecológica y Económica (ZEE) que tiene en consideración criterios ambientales, económicos, socioculturales, institucionales y geopolíticos, a fin de hacer posible el desarrollo integral de la persona como garantía para una adecuada calidad de vida.

### Puerto Rico
El marco normativo para la planificación territorial en Puerto Rico se centra en tres leyes principales:
- Ley Núm. 75 de 24 de junio de 1975, Ley Orgánica de la Junta de Planificación de Puerto Rico.
- Ley Núm. 107 de 13 de agosto de 2020, Código Municipal de Puerto Rico.
- Ley Núm. 160 de 23 de agosto de 1996, Ley para Reglamentar la Práctica de la Profesión de Planificador en Puerto Rico.

Existen otras leyes que atienden las faces operacionales de la ordenación del territorio como la Ley 161-2009, y otras complementarias a la gestión del uso de suelos que realiza la Junta de Planificación de Puerto Rico, como es la Ley 550-2004, Ley para el Plan de Uso de Terrenos, entre otras leyes.

### Venezuela
De conformidad con la Ley Orgánica de Ordenamiento del Territorio se entiende por ordenación territorial la regulación y promoción de la localización de los asentamientos humanos, de las actividades económicas y sociales de la población, así como el desarrollo físico espacial, con el fin de lograr una armonía entre el mayor bienestar de la población, la optimización de la explotación y uso de los recursos naturales y la protección y valorización del medio ambiente, como objetivos fundamentales del desarrollo integral.
En México, la institucionalización de la carrera surge en la Universidad Autónoma Metropolitana Unidad Xochimilco años más tarde de su fundación con el nombre de Diseño de Asentamientos Humanosposteriormente nombrada Planeación Territorial por el Arquitecto Juan José Zoreda Lozano dentro de la misma División de Ciencias y Artes para el Diseño (CYAD),
El 2 de febrero de 1993 se crea formalmente el Centro de Investigación y Estudios Avanzados en Planeación Territorial (CEPLAT), de la Facultad de Planeación Urbana y Regional (FaPUR) y con ella más tarde la carrera de Planeación Territorial

### México
La planeación territorial en México está regulada por un marco legal que abarca la Constitución, leyes generales, reglamentos y normas estatales y municipales. Su objetivo es ordenar el uso del suelo, promover un desarrollo sostenible y equilibrado, y garantizar el acceso a infraestructura y servicios públicos.

##### 1.Constitución Política de los Estados Unidos Mexicanos
- Artículo 27: Regula la propiedad del suelo y establece la facultad del Estado para normar su aprovechamiento en función del interés público.
- Artículo 115: Otorga a los municipios la responsabilidad del desarrollo urbano, el ordenamiento territorial y la zonificación.
- Artículo 26: Establece el Sistema Nacional de Planeación Democrática, que incluye la planeación del desarrollo territorial.

##### 2.Ley General de Asentamientos Humanos, Ordenamiento Territorial y Desarrollo Urbano(LGAHOTDU)[9]
- Principios: Derecho a la ciudad, sustentabilidad, equidad, resiliencia y participación social.
- Instrumentos: Planes y programas de ordenamiento territorial a nivel nacional, estatal y municipal.
- Facultades de los gobiernos: Distribuye competencias entre Federación, Estados y Municipios.

##### 3.Ley General del Equilibrio Ecológico y la Protección al Ambiente(LGEEPA)
- Ordenamiento ecológico del territorio: Instrumento para definir el uso del suelo con base en criterios ambientales.
- Áreas Naturales Protegidas: Determina restricciones para la conservación de ecosistemas.
- Impacto ambiental: Establece estudios y regulaciones para proyectos que afectan el territorio.

##### 4. Ley de Desarrollo Urbano en cada Estado
Cada entidad federativa tiene su propia Ley de Desarrollo Urbano, que regula:
- Uso del suelo y zonificación.
- Programas de Desarrollo Urbano Estatal y Municipal.
- Instrumentos de gestión como expropiaciones, reservas territoriales y regularización del suelo.

###### 5. Planes y Programas de Ordenamiento Territorial
- Plan Nacional de Desarrollo [10](PND): Establece políticas de desarrollo territorial a nivel federal.
- Programa Nacional de Ordenamiento Territorial y Desarrollo Urbano[11] (PNOTDU): Instrumento específico para planear el crecimiento de ciudades y regiones.
- Planes Estatales de Desarrollo Urbano: Aplicación de la planeación a nivel estatal.
- Planes Municipales de Desarrollo Urbano: Regulan el crecimiento y uso del suelo en cada municipio

##### 6. Instituciones y Organismos Relacionados
- SEDATU (Secretaría de Desarrollo Agrario, Territorial y Urbano): Coordina la política nacional de desarrollo territorial.
- CONAPO (Consejo Nacional de Población): Relaciona la planeación territorial con dinámicas demográficas.
- Institutos estatales y municipales de planeación: Encargados de desarrollar e implementar los planes locales.[11]